# Centralverein für das Wohl der arbeitenden Klassen
Der Centralverein für das Wohl der arbeitenden Klassen wurde 1844 als Organisation der bürgerlichen Sozialreform zur Bekämpfung des Pauperismus gegründet. Die Organisation existierte bis zum Beginn des Ersten Weltkrieges.

## Vorgeschichte

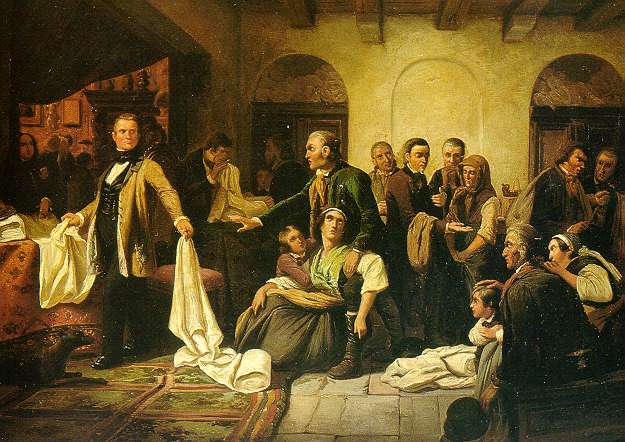
Die schlesischen Weber (Gemälde Carl Wilhelm Hübner, 1846)

Die Vereinsgründung war eine direkte Reaktion auf den schlesischen Weberaufstand von 1844. Vor allem Lehrer aus Berlin, darunter der Armenschullehrer Ferdinand Schmidt und der Seminardirektor Adolph Diesterweg, gründeten vor dem Hintergrund der Zustände in den schlesischen Heimgewerbegebieten einen „Verein für die Hebung der unteren Klassen“. Die Ereignisse in Schlesien hätten nach Ansicht der Gründer gezeigt, dass die zunehmende Unruhe im Proletariat eine Gefahr für die bürgerliche Gesellschaft darstelle. Pflicht des Bürgertums müsse es daher sein, „die niedergedrückten Volksmassen aus ihrer Rohheit und ihrem Elende, der Schuld unserer bestehenden Verhältnisse, freiwillig zum Lebensrechte, zu Arbeit und Genuss und Bildung und freien Gebrauch ihrer Kräfte heraufzurufen und zu holen.“
Anders als bisherige mildtätige Organisationen wollte der Verein nicht einfach Beihilfen auszahlen oder Aktionen gegen einzelne Missstände ausführen. Zunächst sollten die Probleme in ihrer ganzen Vielfalt untersucht werden und dann die zu ihrer Behebung möglichen Mittel geprüft werden. 
Der Verein selbst war offen für Mitglieder aus allen gesellschaftlichen Schichten, unabhängig vom Herkommen und Geschlecht. Damit nicht nur die Vermögenden daran teilnehmen konnten, zahlten die Mitglieder einen beliebigen Beitrag. Dies berechtigte sie an den monatlichen Versammlungen teilzunehmen und mitzudiskutieren. Es sollten besondere Kommissionen für die unterschiedlichen Problemfelder geschaffen werden. Bei der konkreten Umsetzung wollte man mit bestehenden oder mit neu zu gründenden Hilfsvereinen vor Ort zusammenarbeiten.
Von Anfang an stießen die Bestrebungen des Vereins auf das Misstrauen der Obrigkeit. Aus der Perspektive der Polizeibehörden war die Beteiligung bekannter linker Junghegelianer wie Eduard Meyen und Adolf Friedrich Rutenberg verdächtig. Da die Behörden eine Einwirkung im „kommunistischen Geist“ befürchteten, wurde dem Verein keine offizielle Zulassung erteilt.

## Vereinsgründung
An Stelle der Berliner Gründung erfolgte nunmehr die Gründung des Centralvereins für das Wohl der arbeitenden Klassen. Die Träger waren zum einen Mitglieder der hohen bildungsbürgerlichen Bürokratie, wie Georg Wilhelm von Viebahn, nicht zuletzt aus dem preußischen Finanzministerium wie Robert von Patow und Wirtschaftsbürger und Unternehmer aus den preußischen Westprovinzen Rheinland und Westfalen. Für die Initiatoren war insbesondere der Widerspruch zwischen dem wirtschaftlichen Aufschwung, wie er sich gerade in der ersten Gewerbeausstellung des Zollvereins manifestiert hatte, und der Not und dem Elend in weiten Teilen der unteren Bevölkerungsschichten eine Motivation sich zu beteiligen. Der Centralverein war in Berlin angesiedelt. Darüber hinaus entstanden rasch in einigen Städten die ersten Lokalvereine. Zu diesen gehörten Elberfeld, Köln und Berlin. Später kamen weitere lokale Organisationen hinzu.

## Organisation und Zielsetzung
Die Lokalvereine sollten im Wesentlichen für die praktische Arbeit zuständig sein. So sollten sie die Gründung von Spar-, Pensions-, Kranken- und Unterstützungskassen vorantreiben. Daneben sollten Fortbildungsschulen für die Kinderarbeiter und Lehrlinge eingerichtet werden. Hinzukommen sollten allgemeine Vorträge zur Verbreitung „gemeinnütziger Kenntnisse.“ Bei diesen Aktivitäten sollten die lokalen Organisationen mit Vertretern der unteren Klassen zusammenarbeiten. Über den Lokalvereinen sollten Provinzialvereine vor allem als Koordinierungsstelle für die eingerichteten Hilfskassen dienen. 

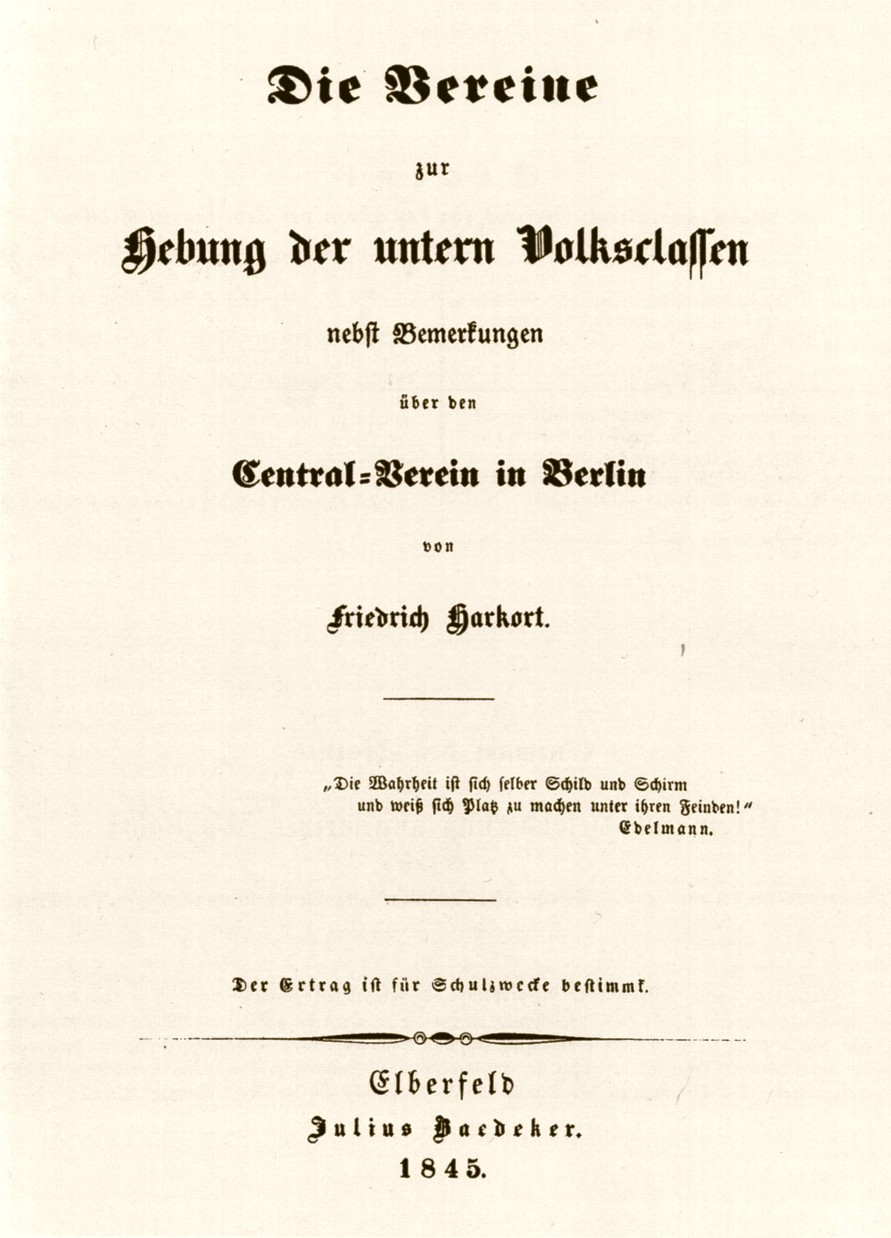
Friedrich Harkort: Die Vereine zur Hebung der unteren Volksclassen. Elberfeld, 1845

Der eigentliche Kern des Vereins war der Centralverein. Die Mitgliedschaft in diesem kostete mindestens 4 Taler Jahresbeitrag und schloss allein damit einen Großteil der unteren Schichten aus. Das Lenkungsgremium blieb so fest in der Hand des Bürgertums. Der Centralverein wollte sozialreformerische Ansätze aus dem In- und Ausland prüfen und daraus praktikable Lösungsansätze entwickeln. Durch Stiftungen, Schenkungen und Vermächtnisse hoffte der Verein auf genügend finanzielle Mittel um etwa Arbeiterwohnungen bauen, Gartenland für Bedürftige ankaufen oder Gewerbeschulen einrichten zu können.
Die Tätigkeiten des Vereins stießen in der Öffentlichkeit auf eine breite Resonanz. Selbst König Friedrich-Wilhelm IV. sprach der Organisation seine Anerkennung aus und stellte ihm für seine Projekte 15.000 Taler zur Verfügung. 
Das preußische Innenministerium unter Adolf Heinrich Graf von Arnim-Boitzenburg sah aber auch in dieser großbürgerlichen Gründung eine Gefahr für die staatliche Ordnung. Tatsächlich gab es in manchen Lokalvereinen radikaldemokratische Strömungen. In Köln etwa war Friedrich Engels begeistert, dass die Hälfte des lokalen Komitees aus den „Unsrigen“ bestehe. Dennoch dominierte bei der Mehrzahl der etwa 30 Lokalvereine und dem Centralverein das gemäßigt liberale Besitz- und Bildungsbürgertum, das keineswegs die gesellschaftliche oder politische Ordnung als Ganzes in Frage stellte. Die Folge der Polizeiberichte war, dass der König seine Haltung änderte. Außerdem haben die Behörden die Genehmigung der Statuten immer wieder verschleppt, so dass eine offizielle Anerkennung auch 1848 noch nicht erfolgt war.
Dies änderte sich im Verlauf des Revolutionsjahres. Der Verein nahm unmittelbar nach dem Beginn der Märzrevolution seine Tätigkeit wieder auf. So beteiligte er sich etwa an der Gründung einer Baugesellschaft in Berlin und der Verein gab ein periodisch erscheinendes Mitteilungsblatt heraus. Zu dieser Zeit beteiligten sich etwa Hermann Schulze-Delitzsch, Victor Aimé Huber, Friedrich Harkort, Franz Haniel, Mathias Stinnes jr., Karl Rodbertus und Adolph Diesterweg aktiv an der Vereinsarbeit. Eng verbunden war er in Rheinland und Westfalen mit dem Rheinisch-Westfälischen Handels- und Gewerbeverein, der als Ganzes ein korporatives Mitglied des Centralverein war. Allerdings gelang es nicht mit den Arbeitervereinen in Kontakt zu kommen. Der Verein blieb auch nach der Revolution bestehen. Der Centralverein regte verschiedene Studien mit sozialreformerischer Zielsetzung an, so etwa eine vergleichende Untersuchung über das Sparkassenwesen. Dabei verbanden sich insbesondere seit den 1870er Jahren Sozialreform und antisozialdemokratische Haltung.

## Bedeutung
Der Centralverein ist Ausdruck dafür, dass es für die liberalen Bürgerlichen immer deutlicher wurde, wie wichtig es sei, effektiv die Armut und die sozialen Probleme zu bekämpfen. Zahlreiche Mitglieder des Vereins gehörten daher 1848 der preußischen oder deutschen Nationalversammlung an. Darüber hinaus hat der Verein zum ersten Mal ein bürgerliches Sozialreformprogramm formuliert. Dieses blieb für etwa fünfzig Jahre im Kern maßgebend. Dabei war von Bedeutung, dass neben die üblichen armenpflegerischen Hilfen vorbeugende Maßnahmen treten sollten. Außerdem haben die Diskussionen im Verein eine Reihe von Lösungsvorschlägen erarbeitet, die im 19. Jahrhundert zum Kernbestandteil der bürgerlichen Sozialreform gehören sollten. Teilweise wurden diese im 20. Jahrhundert zeitgemäß abgewandelt zu Teilen des Sozialstaates. Die Kritik am Centralverein führte bei einigen Vertretern der unteren Klassen, wie Stephan Born, zu der Forderung vom Bürgertum unabhängige Organisationen zu gründen, wie dies 1848 in der Allgemeinen Deutschen Arbeiterverbrüderung dann auch der Fall war.

## Schriften (Auswahl)
- Das Sparkassenwesen in Deutschland und den außerdeutschen Landestheilen Oestreichs und Preußens. Herausgegeben vom Centralverein in Preußen für das Wohl der arbeitenden Klassen. Janke, Berlin 1863.
- Der Arbeiterfreund: Zeitschrift für die Arbeiterfrage. Organ des Centralvereins für das Wohl der Arbeitenden Klassen. Halle 1863–1914. Herausgeber u. a. Viktor Böhmert u. Rudolf (von) Gneist (Vorsitzender d. Vereins)[2]
- Mittheilungen des Centralvereins für das Wohl der Arbeitenden Klassen. Hagen, 1848. ff. [Reprint Hagen, 1980 ff.]
- Sozial-Korrespondenz: Zeitungs-Ausgabe – Organ d. Zentralvereins für das Wohl der Arbeitenden Klassen. Dresden, 1877–1914.